# Östergötland

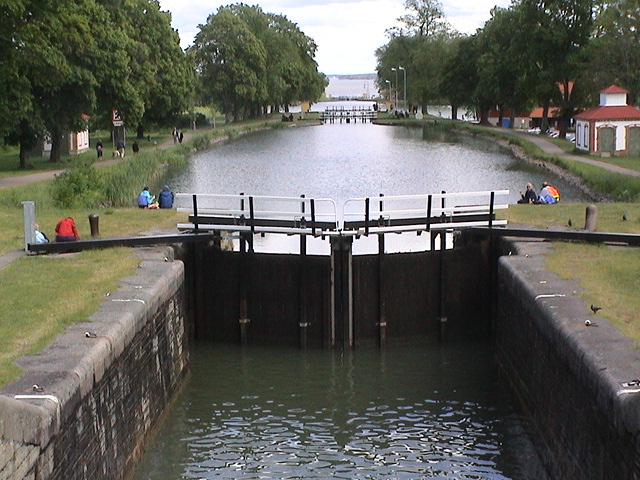
Écluses de Bergs Slussar dans le village de Berg, Linköping.

Pour les articles homonymes, voir Gothie.
La province d'Östergötland (parfois désignée sous le nom d'Ostrogothie en français) est une province historique du sud-est de la Suède. Ses habitants sont appelés les Ostrogoths.